# Danh sách hành tinh vi hình: 601–700
| Tên              | Tên đầu tiên | Ngày phát hiện       | Nơi phát hiện | Người phát hiện      |
| ---------------- | ------------ | -------------------- | ------------- | -------------------- |
| 601 Nerthus      | 1906 UN      | 21 tháng 6 năm 1906  | Heidelberg    | M. F. Wolf           |
| 602 Marianna     | 1906 TE      | 16 tháng 2 năm 1906  | Taunton       | J. H. Metcalf        |
| 603 Timandra     | 1906 TJ      | 16 tháng 2 năm 1906  | Taunton       | J. H. Metcalf        |
| 604 Tekmessa     | 1906 TK      | 16 tháng 2 năm 1906  | Taunton       | J. H. Metcalf        |
| 605 Juvisia      | 1906 UU      | 27 tháng 8 năm 1906  | Heidelberg    | M. F. Wolf           |
| 606 Brangäne     | 1906 VB      | 18 tháng 9 năm 1906  | Heidelberg    | A. Kopff             |
| 607 Jenny        | 1906 VC      | 18 tháng 9 năm 1906  | Heidelberg    | A. Kopff             |
| 608 Adolfine     | 1906 VD      | 18 tháng 9 năm 1906  | Heidelberg    | A. Kopff             |
| 609 Fulvia       | 1906 VF      | 24 tháng 9 năm 1906  | Heidelberg    | M. F. Wolf           |
| 610 Valeska      | 1906 VK      | 16 tháng 9 năm 1906  | Heidelberg    | M. F. Wolf           |
| 611 Valeria      | 1906 VL      | 24 tháng 9 năm 1906  | Taunton       | J. H. Metcalf        |
| 612 Veronika     | 1906 VN      | 8 tháng 10 năm 1906  | Heidelberg    | A. Kopff             |
| 613 Ginevra      | 1906 VP      | 11 tháng 10 năm 1906 | Heidelberg    | A. Kopff             |
| 614 Pia          | 1906 VQ      | 11 tháng 10 năm 1906 | Heidelberg    | A. Kopff             |
| 615 Roswitha     | 1906 VR      | 11 tháng 10 năm 1906 | Heidelberg    | A. Kopff             |
| 616 Elly         | 1906 VT      | 17 tháng 10 năm 1906 | Heidelberg    | A. Kopff             |
| 617 Patroclus    | 1906 VY      | 17 tháng 10 năm 1906 | Heidelberg    | A. Kopff             |
| 618 Elfriede     | 1906 VZ      | 17 tháng 10 năm 1906 | Heidelberg    | K. Lohnert           |
| 619 Triberga     | 1906 WC      | 22 tháng 10 năm 1906 | Heidelberg    | A. Kopff             |
| 620 Drakonia     | 1906 WE      | 16 tháng 10 năm 1906 | Taunton       | J. H. Metcalf        |
| 621 Werdandi     | 1906 WJ      | 11 tháng 11 năm 1906 | Heidelberg    | A. Kopff             |
| 622 Esther       | 1906 WP      | 13 tháng 11 năm 1906 | Taunton       | J. H. Metcalf        |
| 623 Chimaera     | 1907 XJ      | 22 tháng 1 năm 1907  | Heidelberg    | K. Lohnert           |
| 624 Hektor       | 1907 XM      | 10 tháng 2 năm 1907  | Heidelberg    | A. Kopff             |
| 625 Xenia        | 1907 XN      | 11 tháng 2 năm 1907  | Heidelberg    | A. Kopff             |
| 626 Notburga     | 1907 XO      | 11 tháng 2 năm 1907  | Heidelberg    | A. Kopff             |
| 627 Charis       | 1907 XS      | 4 tháng 3 năm 1907   | Heidelberg    | A. Kopff             |
| 628 Christine    | 1907 XT      | 7 tháng 3 năm 1907   | Heidelberg    | A. Kopff             |
| 629 Bernardina   | 1907 XU      | 7 tháng 3 năm 1907   | Heidelberg    | A. Kopff             |
| 630 Euphemia     | 1907 XW      | 7 tháng 3 năm 1907   | Heidelberg    | A. Kopff             |
| 631 Philippina   | 1907 YJ      | 21 tháng 3 năm 1907  | Heidelberg    | A. Kopff             |
| 632 Pyrrha       | 1907 YX      | 5 tháng 4 năm 1907   | Heidelberg    | A. Kopff             |
| 633 Zelima       | 1907 ZM      | 12 tháng 5 năm 1907  | Heidelberg    | A. Kopff             |
| 634 Ute          | 1907 ZN      | 12 tháng 5 năm 1907  | Heidelberg    | A. Kopff             |
| 635 Vundtia      | 1907 ZS      | 9 tháng 6 năm 1907   | Heidelberg    | K. Lohnert           |
| 636 Erika        | 1907 XP      | 8 tháng 2 năm 1907   | Taunton       | J. H. Metcalf        |
| 637 Chrysothemis | 1907 YE      | 11 tháng 3 năm 1907  | Taunton       | J. H. Metcalf        |
| 638 Moira        | 1907 ZQ      | 5 tháng 5 năm 1907   | Taunton       | J. H. Metcalf        |
| 639 Latona       | 1907 ZT      | 19 tháng 7 năm 1907  | Heidelberg    | K. Lohnert           |
| 640 Brambilla    | 1907 ZW      | 29 tháng 8 năm 1907  | Heidelberg    | A. Kopff             |
| 641 Agnes        | 1907 ZX      | 8 tháng 9 năm 1907   | Heidelberg    | M. F. Wolf           |
| 642 Clara        | 1907 ZY      | 8 tháng 9 năm 1907   | Heidelberg    | M. F. Wolf           |
| 643 Scheherezade | 1907 ZZ      | 8 tháng 9 năm 1907   | Heidelberg    | A. Kopff             |
| 644 Cosima       | 1907 AA      | 7 tháng 9 năm 1907   | Heidelberg    | A. Kopff             |
| 645 Agrippina    | 1907 AG      | 13 tháng 9 năm 1907  | Taunton       | J. H. Metcalf        |
| 646 Kastalia     | 1907 AC      | 11 tháng 9 năm 1907  | Heidelberg    | A. Kopff             |
| 647 Adelgunde    | 1907 AD      | 11 tháng 9 năm 1907  | Heidelberg    | A. Kopff             |
| 648 Pippa        | 1907 AE      | 11 tháng 9 năm 1907  | Heidelberg    | A. Kopff             |
| 649 Josefa       | 1907 AF      | 11 tháng 9 năm 1907  | Heidelberg    | A. Kopff             |
| 650 Amalasuntha  | 1907 AM      | 4 tháng 10 năm 1907  | Heidelberg    | A. Kopff             |
| 651 Antikleia    | 1907 AN      | 4 tháng 10 năm 1907  | Heidelberg    | A. Kopff             |
| 652 Jubilatrix   | 1907 AU      | 4 tháng 11 năm 1907  | Vienna        | J. Palisa            |
| 653 Berenike     | 1907 BK      | 27 tháng 11 năm 1907 | Taunton       | J. H. Metcalf        |
| 654 Zelinda      | 1908 BM      | 4 tháng 1 năm 1908   | Heidelberg    | A. Kopff             |
| 655 Briseïs      | 1907 BF      | 4 tháng 11 năm 1907  | Taunton       | J. H. Metcalf        |
| 656 Beagle       | 1908 BU      | 22 tháng 1 năm 1908  | Heidelberg    | A. Kopff             |
| 657 Gunlöd       | 1908 BV      | 23 tháng 1 năm 1908  | Heidelberg    | A. Kopff             |
| 658 Asteria      | 1908 BW      | 23 tháng 1 năm 1908  | Heidelberg    | A. Kopff             |
| 659 Nestor       | 1908 CS      | 23 tháng 3 năm 1908  | Heidelberg    | M. F. Wolf           |
| 660 Crescentia   | 1908 CC      | 8 tháng 1 năm 1908   | Taunton       | J. H. Metcalf        |
| 661 Cloelia      | 1908 CL      | 22 tháng 2 năm 1908  | Taunton       | J. H. Metcalf        |
| 662 Newtonia     | 1908 CW      | 30 tháng 3 năm 1908  | Taunton       | J. H. Metcalf        |
| 663 Gerlinde     | 1908 DG      | 24 tháng 6 năm 1908  | Heidelberg    | A. Kopff             |
| 664 Judith       | 1908 DH      | 24 tháng 6 năm 1908  | Heidelberg    | A. Kopff             |
| 665 Sabine       | 1908 DK      | 22 tháng 7 năm 1908  | Heidelberg    | W. Lorenz            |
| 666 Desdemona    | 1908 DM      | 23 tháng 7 năm 1908  | Heidelberg    | A. Kopff             |
| 667 Denise       | 1908 DN      | 23 tháng 7 năm 1908  | Heidelberg    | A. Kopff             |
| 668 Dora         | 1908 DO      | 27 tháng 7 năm 1908  | Heidelberg    | A. Kopff             |
| 669 Kypria       | 1908 DQ      | 20 tháng 8 năm 1908  | Heidelberg    | A. Kopff             |
| 670 Ottegebe     | 1908 DR      | 20 tháng 8 năm 1908  | Heidelberg    | A. Kopff             |
| 671 Carnegia     | 1908 DV      | 21 tháng 9 năm 1908  | Vienna        | J. Palisa            |
| 672 Astarte      | 1908 DY      | 21 tháng 9 năm 1908  | Heidelberg    | A. Kopff             |
| 673 Edda         | 1908 EA      | 20 tháng 9 năm 1908  | Taunton       | J. H. Metcalf        |
| 674 Rachele      | 1908 EP      | 28 tháng 10 năm 1908 | Heidelberg    | W. Lorenz            |
| 675 Ludmilla     | 1908 DU      | 30 tháng 8 năm 1908  | Taunton       | J. H. Metcalf        |
| 676 Melitta      | 1909 FN      | 16 tháng 1 năm 1909  | Greenwich     | P. Melotte           |
| 677 Aaltje       | 1909 FR      | 18 tháng 1 năm 1909  | Heidelberg    | A. Kopff             |
| 678 Fredegundis  | 1909 FS      | 22 tháng 1 năm 1909  | Heidelberg    | W. Lorenz            |
| 679 Pax          | 1909 FY      | 28 tháng 1 năm 1909  | Heidelberg    | A. Kopff             |
| 680 Genoveva     | 1909 GW      | 22 tháng 4 năm 1909  | Heidelberg    | A. Kopff             |
| 681 Gorgo        | 1909 GZ      | 13 tháng 5 năm 1909  | Heidelberg    | A. Kopff             |
| 682 Hagar        | 1909 HA      | 17 tháng 6 năm 1909  | Heidelberg    | A. Kopff             |
| 683 Lanzia       | 1909 HC      | 23 tháng 7 năm 1909  | Heidelberg    | M. F. Wolf           |
| 684 Hildburg     | 1909 HD      | 8 tháng 8 năm 1909   | Heidelberg    | A. Kopff             |
| 685 Hermia       | 1909 HE      | 12 tháng 8 năm 1909  | Heidelberg    | W. Lorenz            |
| 686 Gersuind     | 1909 HF      | 15 tháng 8 năm 1909  | Heidelberg    | A. Kopff             |
| 687 Tinette      | 1909 HG      | 16 tháng 8 năm 1909  | Vienna        | J. Palisa            |
| 688 Melanie      | 1909 HH      | 25 tháng 8 năm 1909  | Vienna        | J. Palisa            |
| 689 Zita         | 1909 HJ      | 12 tháng 9 năm 1909  | Vienna        | J. Palisa            |
| 690 Wratislavia  | 1909 HZ      | 16 tháng 10 năm 1909 | Taunton       | J. H. Metcalf        |
| 691 Lehigh       | 1909 JG      | 11 tháng 12 năm 1909 | Taunton       | J. H. Metcalf        |
| 692 Hippodamia   | 1901 HD      | 5 tháng 11 năm 1901  | Heidelberg    | M. F. Wolf, A. Kopff |
| 693 Zerbinetta   | 1909 HN      | 21 tháng 9 năm 1909  | Heidelberg    | A. Kopff             |
| 694 Ekard        | 1909 JA      | 7 tháng 11 năm 1909  | Taunton       | J. H. Metcalf        |
| 695 Bella        | 1909 JB      | 7 tháng 11 năm 1909  | Taunton       | J. H. Metcalf        |
| 696 Leonora      | 1910 JJ      | 10 tháng 1 năm 1910  | Taunton       | J. H. Metcalf        |
| 697 Galilea      | 1910 JO      | 14 tháng 2 năm 1910  | Heidelberg    | J. Helffrich         |
| 698 Ernestina    | 1910 JX      | 5 tháng 3 năm 1910   | Heidelberg    | J. Helffrich         |
| 699 Hela         | 1910 KD      | 5 tháng 6 năm 1910   | Heidelberg    | J. Helffrich         |
| 700 Auravictrix  | 1910 KE      | 5 tháng 6 năm 1910   | Heidelberg    | J. Helffrich         |